# NK Sabarija Subotica Podravska
NK Sabarija je nogometni klub iz Subotice Podravske.
Trenutačno se natječe se u 3. ŽNL Koprivničko-križevačkoj.